# Pulli (Saaremaa)
Koordinaten: 58° 36′ N, 22° 57′ O

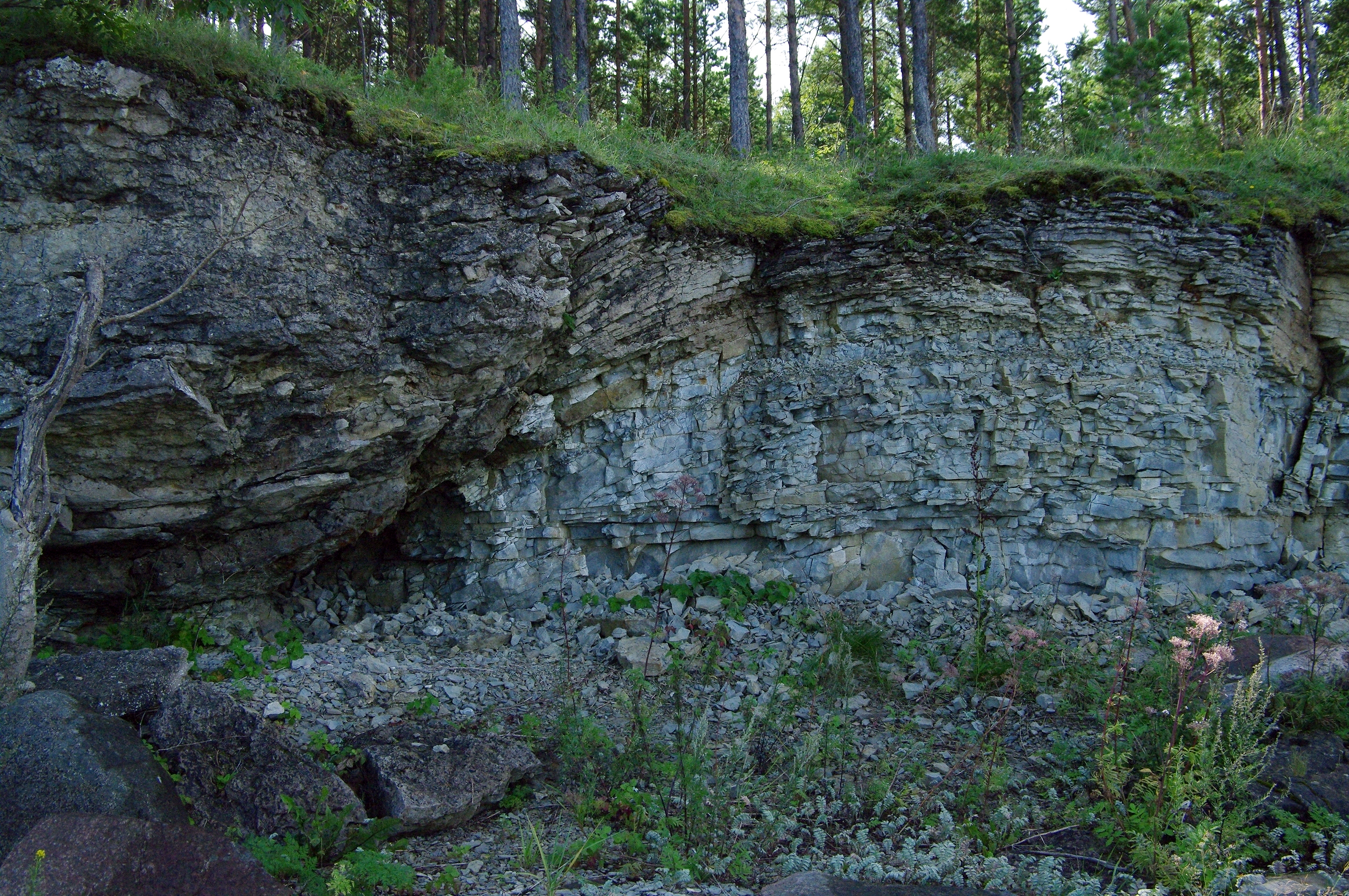
Steilküste

Pulli ist ein Dorf (estnisch küla) auf der größten estnischen Insel Saaremaa. Es gehört zur Landgemeinde Saaremaa (bis 2017: Landgemeinde Orissaare) im Kreis Saare.
Das Dorf hat neunzehn Einwohner (Stand 31. Dezember 2011). Es liegt direkt an der Ostsee.

## Klint
Vom Klint bei Pulli (Pulli pank) bietet sich ein weiter Blick auf die Ostsee sowie die Inseln Muhu und Kõinastu laid. Die Steilküste ist fast einen halben Kilometer lang und etwa 3,5 Meter hoch.